# Baronía de Wharton
Baron Wharton es un título en la Nobleza de Inglaterra, otorgado originalmente por patente de letras a los herederos masculinos del I Baron, que se perdió en 1729 cuando el último heredero de línea masculina fue declarado fuera de la ley. La Baronía fue restablecida erróneamente en 1916 por Auto de citación, gracias a una decisión de 1844 en la Cámara de los Lores basada en la ausencia de documentación. Como tal, la actual Baronía de Wharton podría catalogarse con mayor precisión como una nueva Baronía, creada en 1916, con la precedencia de la Baronía más antigua (y extinta).

## La baronía de 1544

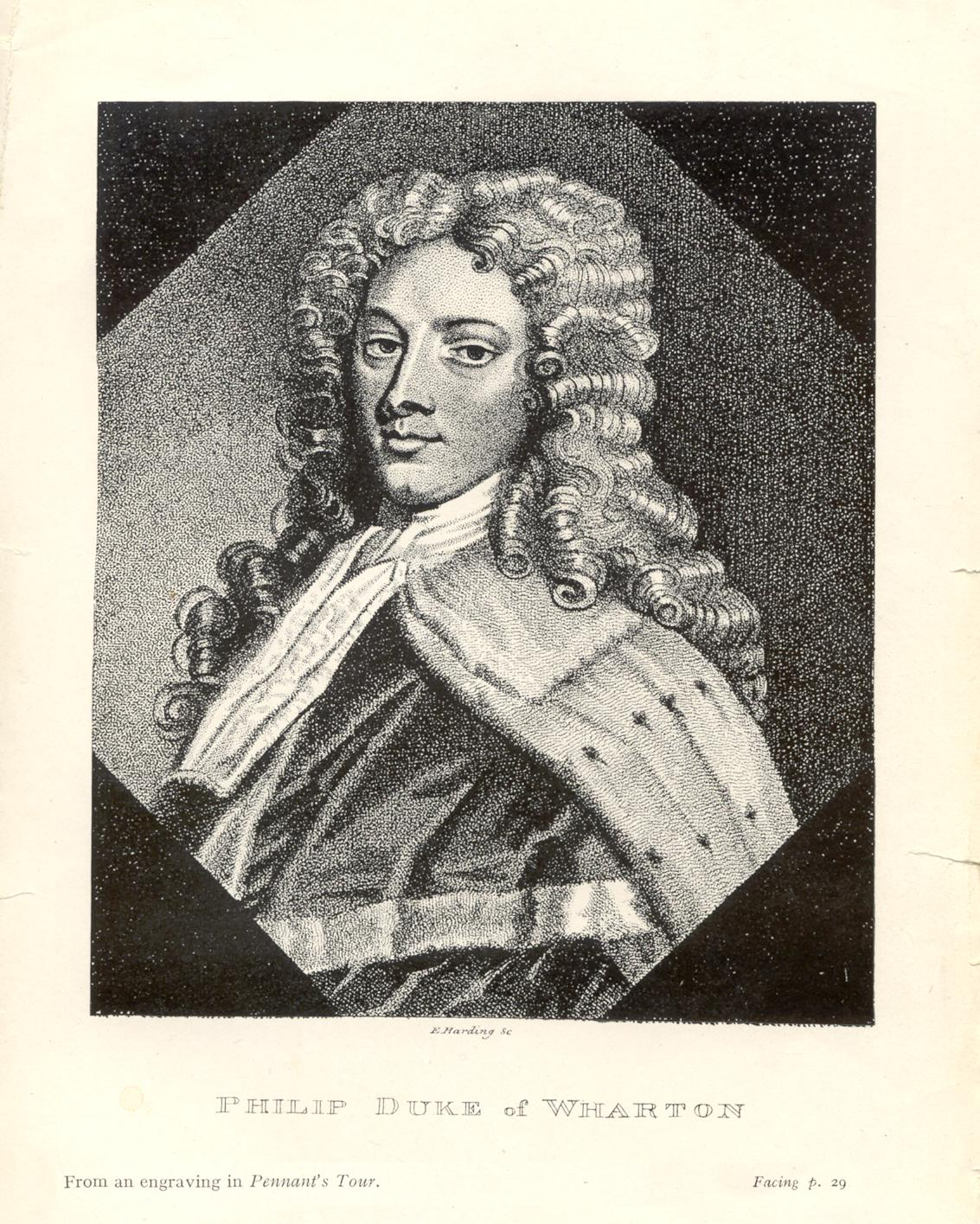
Philip Wharton, I duque de Wharton.

El título Baron Wharton fue creado en 1544 por letters patent para Sir Thomas Wharton, quien anteriormente se había desempeñado como Miembro del Parlamento para Cumberland, en reconocimiento a su victoria en la Batalla de Solway Moss. Debido a su creación por patente de cartas, la Baronía solo podía transmitirse a herederos varones.
El V barón (1648–1715) tuvo una larga y distinguida carrera política, sirviendo en varias ocasiones como miembro del Parlamento, Lord Lieutenant de Oxford y Lord Buckingham, Lord teniente de Irlanda y Lord Privy Seal. Fue nombrado Conde de Wharton, en el Condado de Westmorland, y Vizconde Winchendon, de Winchendon en el Condado de Buckingham, en 1706, en la Nobleza de Inglaterra, y en 1715 fue creado además Marqués de Wharton, en el Condado de Westmorland, y Marqués de Malmesbury, en el Condado de Wilts, en la Nobleza de Gran Bretaña. Más tarde ese año, también fue nombrado Marqués de Catherlough, Conde de Rathfarnham, en el Condado de Dublín, y Baron Trim, en el Condado de Meath, en la Nobleza de Irlanda. (El marquesado de Catherlough se refirió a la ciudad que ahora se escribe Carlow).
Su hijo, el II marqués (1698-1731), fue creado duque de Wharton, en el condado de Westmorland, en la nobleza de Gran Bretaña, en 1718, pero todos los títulos se perdieron en 1729 cuando el duque de Wharton fue declarado fuera de la ley. En cualquier caso, dado que a la muerte del duque no quedaban herederos varones del primer barón, todos los títulos se habrían extinguido en ese momento.

## La Baronía revivida, o nueva Baronía creada
En 1844, sin embargo, la baronía fue reclamada por el coronel Charles Kemeys-Tynte, y, dado que el documento que creaba la nobleza se había perdido, el Comité de Privilegios de la Cámara de los Lores dictaminó erróneamente que la Baronía era creado por escrito y, por lo tanto, podría transmitirse a través de la línea femenina. Como consecuencia de su resolución, se determinó que a la muerte del Duque de Wharton, la Baronía había caído en suspensión entre las hermanas del Duque, Lady Jane Holt y Lady Lucy Morice. Además, se determinó que, a la muerte de Lady Lucy en 1739, Lady Jane (ahora Lady Jane Coke) seguía siendo la única heredera y, por lo tanto, tenía derecho a la Baronía. Finalmente, se determinó que a su muerte la Baronía volvió a caer en suspenso, donde permaneció en el siglo XIX. El Comité de Privilegios, sin embargo, también dictaminó que no tenía la autoridad para poner fin a la suspensión debido a la existencia de una sentencia de proscripción contra el duque de Wharton. Así, el asunto permaneció sin resolver durante 72 años.
El 15 de febrero de 1916, la suspensión fue terminada por un escrito de citación del rey Jorge V del Reino Unido al Parlamento a favor de Charles Theodore Halswell Kemeys-Tynte, quien se convirtió en el VIII Baron. (Debería estar en una lista más adecuada como el primer barón Wharton, de la nueva baronía). A su muerte, el título fue heredado sucesivamente por su hijo y, posteriormente, por su hija, Elisabeth, quien se convirtió en la X baronesa. A su muerte en 1974, la Baronía volvió a quedar en suspenso, entre sus dos hijas. Se revivió una vez más en 1990, cuando se puso fin a la suspensión a favor de Myrtle Robertson. A su muerte, la Baronía fue heredada por su hijo Myles.

## Barones Wharton (1544)
- Sir Thomas Wharton, I barón Wharton (c. 1495-1568)
- Thomas Wharton, II barón Wharton (1520-1572)
- Philip Wharton, III barón Wharton (1555-1625)
- Philip Wharton, IV barón Wharton (1613-1696)
- Thomas Wharton, V barón Wharton (1648-1715) (creado Conde de Wharton en 1706 y Marqués de Wharton en 1715)
- Philip Wharton, VI barón Wharton, II marqués de Wharton (1698-1731) (suspendido en 1731) (creado Duque de Wharton en 1718)
- Jane Wharton, VII baronesa Wharton (1706-1761) (se convirtió en heredera única en 1739; suspendida a su muerte)
- Charles Theodore Halswell Kemeys-Tynte, VIII barón Wharton (1876-1934) (suspensión terminada en 1916)
- Charles John Halswell Kemeys-Tynte, IX barón Wharton (1908-1969)
- Elisabeth Dorothy Kemeys-Tynte, X baronesa Wharton (1906-1974) (suspendido a su muerte)
- Myrtle Olive Felix Robertson, XI baronesa Wharton (1934-2000) (suspensión finalizada en 1990)
- Myles Christopher David Robertson, XII barón Wharton (n. 1964)

El presunto heredero es el único hijo del actual titular, Meghan Ziky Mary Robertson (n. 2006).

## Marqueses de Wharton (1715-1731)
- Thomas Wharton, I marqués de Wharton (1648-1715)
- Philip Wharton, II marqués de Wharton (1698-1731) (suspendido en 1731) (creado Duque de Wharton en 1718)

## Duques de Wharton (1718-1729)
- Philip Wharton, I duque de Wharton (1698-1731) (pérdida de 1729 (pérdida retroactiva de 1825), todos excepto la Baronía extinguidos a su muerte, la Baronía en suspenso a su muerte)